# Sternidius punctatus
Sternidius punctatus är en skalbaggsart som först beskrevs av Samuel Stehman Haldeman 1847.  Sternidius punctatus ingår i släktet Sternidius och familjen långhorningar. Inga underarter finns listade i Catalogue of Life.